# Sae Woo Nam

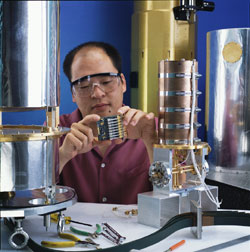
Sae Woo Nam bei seiner Arbeit an einem Photonendetektor für NIST (2011)

Sae Woo Nam (* 1970 in Seoul, Korea; † 21. Januar 2024) war ein US-amerikanischer Physiker.
Nam studierte Physik und Elektrotechnik am Massachusetts Institute of Technology mit dem Bachelor-Abschluss 1991 und an der Stanford University, an der er 1998 den Master-Abschluss in Physik erhielt und im selben Jahr promoviert wurde. In seiner Dissertation entwickelte er supraleitende Transition edge Sensoren (TES) für Tieftemperaturexperimente zur Suche nach Dunkler Materie (Cryogenic Dark Matter Search Experiment, CDMS). Die Arbeit an TES und deren Anwendungen setzte er als Post-Doktorand am National Institute of Standards and Technology (NIST) fort, zum Beispiel für ein später kommerzialisiertes Röntgendetektorsystem mit hoher Auflösung und ein Auslesesystem, das in fortgeschrittenen Sub-Millimeter-Wellenlängen-Teleskopen Anwendung findet. 2001 wurde er beim NIST fest angestellt. Er war in einer Gruppe, die erstmals TES zur direkten Beobachtung optischer Photonen demonstrierte und setzte dies für astronomische Beobachtungen ein und bei Detektoren für optische Kommunikation. Außerdem befasste er sich mit der Entwicklung von Quantencomputern (Realisierung von Qubits) beruhend auf Josephson Übergängen.
2002 erhielt er einen Presidential Early Career Award (PECASE). 2003 wurde er vom Popular Science in ihre Auswahl von zehn brillanten Wissenschaftlern gezählt.
2017 erhielt er mit Ronald Hanson und Anton Zeilinger den John Stewart Bell Prize. Ausgezeichnet wurde die schlupflochfreie Ausführung von Bell-Ungleichungsexperimenten, die drei Gruppen 2015 gelang. Im April 2024 wurde er posthum mit dem Ho-Am-Preis ausgezeichnet.

## Schriften (Auswahl)
Außer die in den Fußnoten zitierten Arbeiten.
- mit Blas Cabrera u. a.: Detection of single infrared, optical, and ultraviolet photons using superconducting transition edge sensors, Appl. Phys. Letters, Band 73, 1998, S. 735–737
- mit R. Abusaidi u. a. (CDMS Collaboration): Exclusion limits on the WIMP-nucleon cross section from the cryogenic dark matter search, Phys. Rev. Lett., Band 84, 2000, S. 5699
- mit J. M. Martinis, J. Aumentado, C. Urbina: Rabi oscillations in a large Josephson-junction qubit, Phys. Rev. Lett., Band 89, 2002, S.  117901
- mit A. J. Miller, J. M. Martinis u. a.: Demonstration of a low-noise near-infrared photon counter with multiphoton discrimination, Applied Physics Letters, Band 83, 2003, S. 791–793
- mit J. M. Martinis u. a.: Decoherence of a superconducting qubit due to bias noise, Phys. Rev. B, Band 67, 2003, S. 094510
- mit R. W. Simmonds, John M. Martinis u. a.: Decoherence in Josephson phase qubits from junction resonators, Phys. Rev. Lett., Band 93, 2004, S. 077003
- mit H. Takesue, Y. Yamamoto u. a.: Quantum key distribution over a 40-dB channel loss using superconducting single-photon detectors, Nature Photonics, Band 1, 2007, S. 343
- mit A. E. Lita, A. J. Miller: Counting near-infrared single-photons with 95% efficiency, Optics Express, Band 16, 2008, S. 3032–3040
- mit F. Marsili u. a.: Detecting single infrared photons with 93% system efficiency, Nature Photonics, Band 7, 2013, S. 210
- mit M. Giustina, S. Ramelow,  Zeilinger u. a.: Bell violation using entangled photons without the fair-sampling assumption, Nature, Band 497, 2013, S. 227
- mit B. G. Christensen, Paul Kwiat u. a.: Detection-loophole-free test of quantum nonlocality, and applications, Phys. Rev. Lett., Band 111, 2013, S. 130406
- mit M. Giustina, Anton Zeilinger u. a.: Significant-loophole-free test of Bell’s theorem with entangled photons, Phys. Rev. Lett., Band 115, 2015, S. 250401